# Gottlieb Friedrich Machtholf
Gottlieb Friedrich Machtholf (* 10. Juni 1735 in Sulzfeld bei Bretten; † 2. Januar 1800 in Möttlingen bei Calw im Nordschwarzwald) war ein lutherischer Pfarrer und ein Vertreter des württembergischen Spätpietismus.

## Leben
Machtholf, der Sohn des schon 1737 verstorbenen Pfarrers Erhard Friedrich Machtholf, studierte von 1752 bis 1757 in Tübingen Evangelische Theologie, wo er vor allem von Karl Heinrich Rieger geprägt wurde. Anschließend war er Vikar in Bernloch auf der Schwäbischen Alb und ab 1760 in Hirsau. 1763 wurde er Pfarrer im nahen Möttlingen, wo im 19. Jahrhundert Christian Gottlob Barth und Johann Christoph Blumhardt wirkten. Rastlos amtierte er dort bis zu seinem Tod. Unter anderem sorgte er für den Neubau von Schulen in Möttlingen und in der Filialgemeinde Unterhaugstett. Anekdoten zeugen von seiner Hilfsbereitschaft. Seine Erweckungspredigt fand über das Kirchspiel hinaus seine Zuhörer.
Machtholf war von 1763 bis zu ihrem Tod 1769 mit Johanna Christiana Braun verheiratet. Drei Kinder überlebten die Kindheit; Johann Gottlieb Eberhard (1765–1840) wurde Pfarrer, Christian Johannes Friedrich (* 1766) wurde Arzt.
Die Zeitgenossen schildern Machtholf als schwäbisches Original. Gottlieb Wilhelm Hoffmann schrieb ihm seine Bekehrung zu. Er gehörte zu den führenden Geistlichen des württembergischen Spätpietismus im 18. Jahrhundert und orientierte sich an der Bengel-Schule (Johann Albrecht Bengel).